# 536-os globális lehűlés

A globális átlaghőmérséklet változása az utóbbi kétezer évben

Az 536-os globális lehűlés az átlaghőmérséklet hirtelen visszaesése volt, elsősorban az északi féltekén, amely i. sz. 536-ban kezdődött és nagyjából 560-ig tartott. Oka valószínűleg legalább három, egymást követő nagy vulkánkitörés volt, amelyek hatalmas mennyiségű hamut és szulfáttartalmú aeroszolt lövelltek az atmoszférába, elnyelve ezzel a földfelszínt érő napsugárzás egy részét. Az első kitörésre 535 végén vagy 536 elején került sor. A bizánci és kínai krónikások elhomályosult napról, száraz ködről, szokatlanul alacsony nyári hőmérsékletről és alacsony termésről adtak hírt. 536 nyarán az átlaghőmérséklet 2,5 °C-kal maradhatott el az azt megelőző évekétől. A fokozatosan normalizálódó éghajlatot 539/540-ben újabb vulkánkitörés hűtötte le, becslések szerint 2,7 °C-kal. Egyes bizonyítékok szerint a hűvös időszakot 547-ben egy harmadik kitörés nyújtotta meg. Ez a "kora középkori kis jégkorszak" éhínséget hozott magával és a Földközi-tenger vidékének lakosságát ezenfelül az első jelentős pestisjárvány, valamint az elhúzódó itáliai gót háború is sújtotta. Mindezen események alapján Michael McCormick történész szerint 536 volt a világtörténelem legrosszabb korszakának kezdete vagy annak a legrosszabb éve.

## Bizonyítékok
A kortárs bizánci történetíró, Prokopiosz vandál háborút leíró krónikája szerint 536-ban "a legszörnyűbb csodajel történt. A Nap egész évben fényesség nélkül világított, mint a Hold és egészen úgy nézett ki, mint napfogyatkozás idején, mert kibocsátott sugarai nem voltak tiszták".
538-ban a római Cassiodorus azt írta egy levelében, miszerint a nap sugarai gyengék és kékes színűek voltak; az árnyékok délben sem látszottak; a napsütésnek alig volt heve; a telihold sem ragyogott; az évszakok összezavarodtak, télen nem voltak viharok, tavasszal enyhülés, nyáron forróság; az ég furcsa színű volt, mintha folyamatosan felhős lenne; aratáskor fagyott és a szőlő savanyú maradt. A következő leveleiben már az éhínség enyhítéséről ír.
A 12. században élő Szír Mihály (1126–1199), a szír ortodox egyház pátriárkája azt írta, hogy 536–537-ben a Nap elsötétült és másfél éven át csak gyengén világított. A gyümölcsök nem értek meg, a bor olyan volt, mintha savanyú szőlőből készült volna.
Az Ír évkönyvek szerint 536-ban, illetve 536-tól 539-ig nem volt elég kenyér.
A 10. századi Annales Cambriae így ír az 537-es évről: A camlanni csata, ahol Arthur és Medraut elesett, és nagy halálozások voltak Britanniában és Írországban."
Kínában augusztusban hó esett, ami miatt csak későn tudták betakarítani a termést.
A korabeli krónikákat alátámasztják a dendrokronológiai vizsgálatok. Az írországi tölgyek évgyűrűin látszik, hogy 536-ban abnormálisan keveset nőttek, majd helyzetük részleges normalizálódása után 542-ben ismét igen vékonyak az évgyűrűk. A grönlandi és antarktiszi jéglerakódásokban érezhetően megnő a szulfátok koncentrációja az 534. (± 2) év körül.

## Lehetséges okok
Az 536-os időjárási anomáliát a kezdetektől fogva vulkánkitöréssel, esetleg meteor- vagy üstökösbecsapódással próbálták magyarázni. A 2015-ben az antarktiszi jégben talált szulfátkiülepedés azonban az első elmélet javára látszik eldönteni a vitát. Arra a kérdésre azonban, hogy melyik vulkán tört ki, egyelőre nem sikerült megnyugtató választ adni.   
- Az egyik lehetséges jelölt az új-guineai Rabaul, amelynek volt ebben az időszakban egy kitörése, azonban a radiokarbonos kormeghatározás ezt valamivel későbbre, 667-699 közé tette.[18][19]
- A Krakataunak volt egy 416-ra datált kitörése, de az időpont meghatározása lehet téves is. A tengerfenék üledékének vizsgálata azonban kizárta, hogy 535 körül jelentősebb aktivitása lett volna a vulkánnak.[20]
- Egy másik jelölt az El Salvador-beli Ilopango kaldera, amelynek nagy kitörését 429-433 közöttre sikerült leszűkíteni.[21][22][23]
- Svájci gleccserek jégmintáit analizálva izlandi vulkánok is szóba jöhetnek, azonban hamujuk azonosítása és a svájci gleccserjég kronológiája igen bizonytalan.[3][24][25][24][26]

## Következmények
Az 536-ban kezdődő lehűlés és azt követő éhínség számos törtélemi eseményt indíthatott el, legalábbis az elméletek szerint. A Skandináviában előkerülő, ebből az időszakból származó aranykincsleletek talán az isteneknek ajánlott áldozatok, hogy adják vissza a napfényt. Az események emlékezete az olyan mitológiai történéseket is befolyásolhatta, mint a Ragnarök, a világvége, ahol a Nap megfeketedik (vagy más verzió szerint Fenrir óriásfarkas megeszi a Napot).
Más – egyáltalán nem bizonyított – spekulációk szerint az éghajlatváltozás megzavarta a sztyeppe élővilágát, az ottani rágcsálók a városok közelébe húzódtak és így indulhatott el az 541-ben kezdődő iusztinianoszi pestisjárvány, amely a Bizánci Birodalom lakosságának negyedét elpusztította. Ugyanez az éhínség űzte volna nyugatra az avarokat és a mongolokat, ez gyengítette meg a perzsa Szászánida dinasztiát és az indiai Gupta Birodalmat. Ez vezetett volna az iszlám felemelkedéséhez, a türk törzsek terjeszkedéséhez, Amerikában pedig Teotihuacán bukásához.

## Fordítás
- Ez a szócikk részben vagy egészben  a   Volcanic winter of 536 című angol Wikipédia-szócikk ezen változatának fordításán alapul.  Az eredeti cikk szerkesztőit annak laptörténete sorolja fel. Ez a jelzés csupán a megfogalmazás eredetét és a szerzői jogokat jelzi, nem szolgál a cikkben szereplő információk forrásmegjelöléseként.